# Kondratowice (gmina)
Kondratowice – gmina wiejska w województwie dolnośląskim, w powiecie strzelińskim. W latach 1975–1998 gmina położona była w województwie wrocławskim.
Siedziba gminy to Kondratowice.
Według danych z 31 grudnia 2013 gminę zamieszkiwało 4485 osób. Natomiast według danych z 31 grudnia 2019 roku gminę zamieszkiwało 4276 osób.
Według danych z 30 czerwca 2020 roku gminę zamieszkiwało 4259 osób.

## Struktura powierzchni
Według danych z roku 2002 gmina Kondratowice ma obszar 98,14 km², w tym:
- użytki rolne: 84%
- użytki leśne: 7%

Gmina stanowi 15,77% powierzchni powiatu.

## Demografia

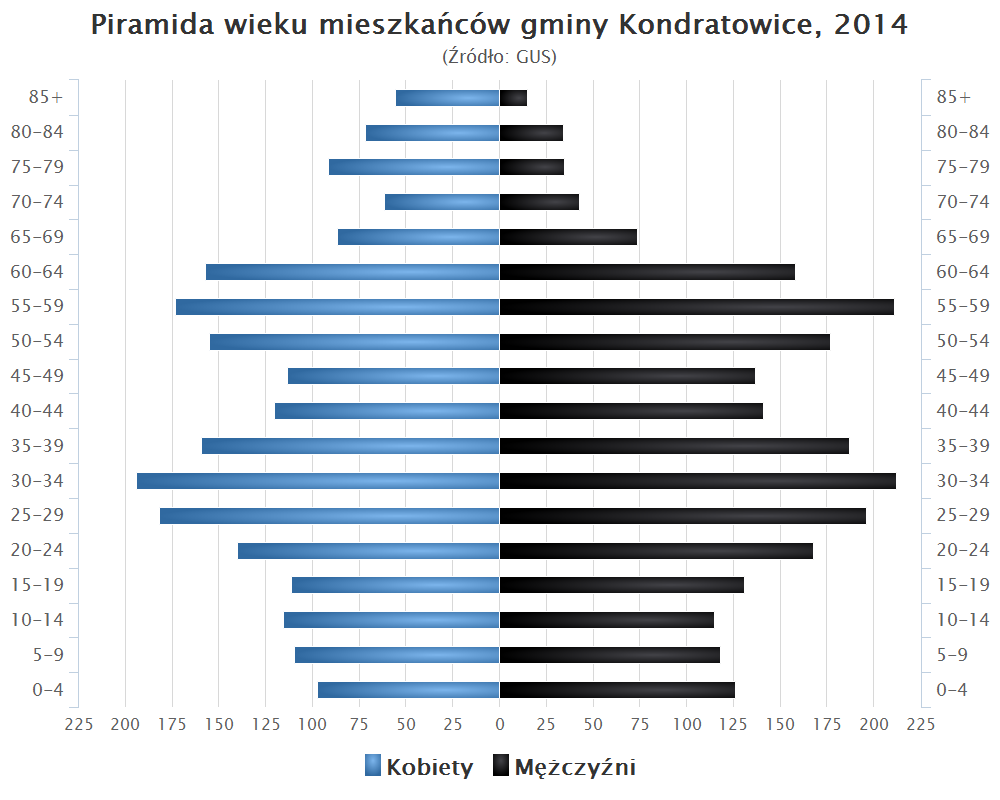
Piramida wieku mieszkańców gminy Kondratowice w 2014 roku

Dane z 31 grudnia 2013
| Opis                              | Ogółem | Ogółem | Kobiety | Kobiety | Mężczyźni | Mężczyźni |
| --------------------------------- | ------ | ------ | ------- | ------- | --------- | --------- |
| jednostka                         | osób   | %      | osób    | %       | osób      | %         |
| populacja                         | 4 485  | 100    | 2 207   | 49,2    | 2 278     | 50,8      |
| gęstość zaludnienia (mieszk./km²) | 45,7   | 45,7   | 22,5    | 22,5    | 23,2      | 23,2      |

## Komunikacja
Jedyną ważniejszą drogą kołową jest droga krajowa nr 39 przebiegająca równoleżnikowo przez północną część gminy. Poza tym przez gminę przebiegają (nieczynne obecnie) linie kolejowe nr 304 - wschód-zachód i nr 320 - na południe.

## Sąsiednie gminy
Borów, Ciepłowody, Jordanów Śląski, Łagiewniki, Niemcza, Strzelin